# Halbmarathon-Weltmeisterschaften 2004
Die 13. Halbmarathon-Weltmeisterschaften (offiziell IAAF World Half Marathon Championships) wurden am 3. Oktober 2004 in der indischen Hauptstadt Neu-Delhi ausgetragen.

## Ergebnisse

### Einzelwertung Männer
| Platz | Athlet                   | Land | Zeit (h) |
| ----- | ------------------------ | ---- | -------- |
| 1     | Paul Kiprop Kirui        | KEN  | 1:02:15  |
| 2     | Fabiano Joseph           | TAN  | 1:02:31  |
| 3     | Ahmad Hassan Abdullah    | QAT  | 1:02:36  |
| 4     | John Cheruiyot Korir     | KEN  | 1:02:38  |
| 5     | Solomon Tsige            | ETH  | 1:02:42  |
| 6     | Alene Emere Reta         | ETH  | 1:02:52  |
| 7     | Wilson Busienei          | UGA  | 1:02:55  |
| 8     | Wilson Kiprotich Kebenei | KEN  | 1:03:02  |

Von 94 gemeldeten Athleten gingen 91 an den Start und erreichten 84 das Ziel. Ahmad Hassan Abdullah und Hem Bunting  CAM (1:19:40 h, Platz 79) stellten nationale Rekorde auf. Teilnehmer aus deutschsprachigen Ländern: 
Oliver Dietz  GER (1:08:29 h, Platz 45), Marcel Tschopp  LIE (1:16:45 h, Platz 75).

### Teamwertung Männer
| Platz | Land und Athleten                                                                    | Zeit (h)                        |
| ----- | ------------------------------------------------------------------------------------ | ------------------------------- |
| 1     | Kenia Paul Kiprop Kirui (1.) John Cheruiyot Korir (4.) Wilson Kiprotich Kebenei (8.) | 3:07:55 1:02:15 1:02:38 1:03:02 |
| 2     | Äthiopien Solomon Tsige (5.) Alene Emere Reta (6.) Berhanu Addane (9.)               | 3:08:37 1:02:42 1:02:52 1:03:03 |
| 3     | Uganda Wilson Busienei (7.) Martin Kitiyo Toroitich (13.) Joseph Nsubuga (27.)       | 3:13:48 1:02:55 1:04:48 1:06:05 |

Insgesamt wurden 13 Teams gewertet.

### Einzelwertung Frauen
| Platz | Athletin            | Land | Zeit (h) |
| ----- | ------------------- | ---- | -------- |
| 1     | Sun Yingjie         | CHN  | 1:08:40  |
| 2     | Lydia Cheromei      | KEN  | 1:09:00  |
| 3     | Constantina Tomescu | ROU  | 1:09:07  |
| 4     | Sonia O’Sullivan    | IRL  | 1:10:33  |
| 5     | Yuki Saito          | JPN  | 1:11:05  |
| 6     | Eyerusalem Kuma     | ETH  | 1:11:07  |
| 7     | Irina Timofejewa    | RUS  | 1:11:17  |
| 8     | Bezunesh Bekele     | ETH  | 1:11:23  |

Von 61 gemeldeten Athletinnen erreichten 58 das Ziel. Sun Yingjie und Saiphon Piawong  THA (1:25:20 h, Platz 49) stellten nationale Rekorde auf. Teilnehmerinnen aus deutschsprachigen Ländern waren nicht am Start.

### Teamwertung Frauen
| Platz | Land und Athletinnen                                                          | Zeit (h)                        |
| ----- | ----------------------------------------------------------------------------- | ------------------------------- |
| 1     | Äthiopien Eyerusalem Kuma (6.) Bezunesh Bekele (8.) Teyba Erkesso (15.)       | 3:36:00 1:11:07 1:11:23 1:13:30 |
| 2     | Rumänien Constantina Tomescu (3.) Mihaela Botezan (10.) Luminița Talpoș (18.) | 3:36:08 1:09:07 1:12:36 1:14:25 |
| 3     | Russland Irina Timofejewa (7.) Alina Iwanowa (9.) Jelena Burykina (21.)       | 3:38:21 1:11:17 1:12:17 1:14:47 |

Insgesamt wurden acht Teams gewertet.